# Transports en commun de Méru
Le réseau Sablons Bus est le réseau de transport en commun organisé par la communauté de communes des Sablons et desservant principalement Méru, dans le département de l'Oise en région Hauts-de-France.

## Historique
Le 10 septembre 2001, le réseau de transport municipal de Méru est repris par la communauté de communes des Sablons. Le réseau prend le nom de « Sablons Bus ». Le service de transport à la demande déjà existant est étendu à l'ensemble des communes de la communauté. L'exploitation de ce réseau est confiée à la société Cabaro.
Le 3 janvier 2022, une nouvelle ligne est créée, la ligne D. Cette ligne circulaire dessert les lieux importants de Méru et circule toute la journée. Le service de transport à la demande circule désormais le samedi.
Le 10 juillet 2023, avec le renouvellement du Système Intégré des Services à la Mobilité dans l'Oise (SISMO), le Pass Oise Mobilité qui était le support unique des titres de transport du département est remplacé par la carte Pass Pass. Cette dernière permet de se déplacer sur la plupart des réseaux de transports de la région Hauts-de-France.

## Réseau actuel
Le réseau est composé de cinq lignes régulières circulant du lundi au vendredi et de deux services de transport à la demande fonctionnant du lundi au samedi.

### Lignes régulières
| Ligne | Caractéristiques | Caractéristiques                                                                        | Caractéristiques                                                                        | Caractéristiques                                                                        | Caractéristiques                                                                        | Caractéristiques                                                                        | Caractéristiques                                                                        | Caractéristiques                                                                        | Caractéristiques                                                                        |
| A     | Méru – Lardières ⥋ Méru – Pierre Mendès France | Méru – Lardières ⥋ Méru – Pierre Mendès France                                          | Méru – Lardières ⥋ Méru – Pierre Mendès France                                          | Méru – Lardières ⥋ Méru – Pierre Mendès France                                          | Méru – Lardières ⥋ Méru – Pierre Mendès France                                          | Méru – Lardières ⥋ Méru – Pierre Mendès France                                          | Méru – Lardières ⥋ Méru – Pierre Mendès France                                          | Méru – Lardières ⥋ Méru – Pierre Mendès France                                          | Méru – Lardières ⥋ Méru – Pierre Mendès France                                          |
| ----- | --- | --------------------------------------------------------------------------------------- | --------------------------------------------------------------------------------------- | --------------------------------------------------------------------------------------- | --------------------------------------------------------------------------------------- | --------------------------------------------------------------------------------------- | --------------------------------------------------------------------------------------- | --------------------------------------------------------------------------------------- | --------------------------------------------------------------------------------------- |
| A     | Ouverture / Fermeture — / — | Longueur —                                                                              | Durée 35 min                                                                            | Nb. d’arrêts 21                                                                         | Matériel Citelis 12 Citaro C2                                                           | Jours de fonctionnement L, Ma, Me, J, V                                                 | Jour / Soir / Nuit / Fêtes O / N / N / N                                                | Voy. / an —                                                                             | Exploitant Transdev Oise Cabaro                                                         |
| A     | Desserte : - Commune : Méru - Principaux lieux desservis : Collège privé Immaculée Conception, Collège du Thelle, Gare de Méru, Centre-ville de Méru, Hôtel de ville de Méru, Musée de la Nacre, Cimetière de Méru, Bois de Boulaines, Lycée Condorcet, Complexe sportif de Méru, Collège Pierre Mendès France.                                                                           |                                                                                         |                                                                                         |                                                                                         |                                                                                         |                                                                                         |                                                                                         |                                                                                         |                                                                                         |
| A     | Autre : - Amplitude horaire et fréquence : - du lundi au vendredi : de 6 h 10 à 18 h 35 avec six allers-retours. - Particularités : - La ligne ne circule pas durant les vacances scolaires. - Date de dernière mise à jour : 11 septembre 2023. |                                                                                         |                                                                                         |                                                                                         |                                                                                         |                                                                                         |                                                                                         |                                                                                         |                                                                                         |
| A     | Dernière actualisation : — |                                                                                         |                                                                                         |                                                                                         |                                                                                         |                                                                                         |                                                                                         |                                                                                         |                                                                                         |
| B     | Méru – Centre Commercial ⥋ Méru – Lycée Condorcet | Méru – Centre Commercial ⥋ Méru – Lycée Condorcet                                       | Méru – Centre Commercial ⥋ Méru – Lycée Condorcet                                       | Méru – Centre Commercial ⥋ Méru – Lycée Condorcet                                       | Méru – Centre Commercial ⥋ Méru – Lycée Condorcet                                       | Méru – Centre Commercial ⥋ Méru – Lycée Condorcet                                       | Méru – Centre Commercial ⥋ Méru – Lycée Condorcet                                       | Méru – Centre Commercial ⥋ Méru – Lycée Condorcet                                       | Méru – Centre Commercial ⥋ Méru – Lycée Condorcet                                       |
| B     | Ouverture / Fermeture — / — | Longueur —                                                                              | Durée 35 min                                                                            | Nb. d’arrêts 21                                                                         | Matériel Citelis 12 Citaro C2                                                           | Jours de fonctionnement L, Ma, Me, J, V                                                 | Jour / Soir / Nuit / Fêtes O / N / N / N                                                | Voy. / an —                                                                             | Exploitant Transdev Oise Cabaro                                                         |
| B     | Desserte : - Commune : Méru - Principaux lieux desservis : Centre commercial Les Marquises, Gare de Méru, Centre-ville de Méru, Collège du Thelle, Lycée Lavoisier, Stade de la Mare aux Loups, Zone industrielle Le Bosquet, Collège Pierre Mendès France, Complexe sportif de Méru, Bois de Boulaines, Lycée Condorcet.                                                                 |                                                                                         |                                                                                         |                                                                                         |                                                                                         |                                                                                         |                                                                                         |                                                                                         |                                                                                         |
| B     | Autre : - Amplitude horaire et fréquence : - du lundi au vendredi : de 6 h 20 à 18 h 50 avec six allers-retours. - Particularités : - La ligne ne circule pas durant les vacances scolaires. - Date de dernière mise à jour : 11 septembre 2023. |                                                                                         |                                                                                         |                                                                                         |                                                                                         |                                                                                         |                                                                                         |                                                                                         |                                                                                         |
| B     | Dernière actualisation : — |                                                                                         |                                                                                         |                                                                                         |                                                                                         |                                                                                         |                                                                                         |                                                                                         |                                                                                         |
| C     | Méru – Cimetière ⥋ Amblainville – Place | Méru – Cimetière ⥋ Amblainville – Place                                                 | Méru – Cimetière ⥋ Amblainville – Place                                                 | Méru – Cimetière ⥋ Amblainville – Place                                                 | Méru – Cimetière ⥋ Amblainville – Place                                                 | Méru – Cimetière ⥋ Amblainville – Place                                                 | Méru – Cimetière ⥋ Amblainville – Place                                                 | Méru – Cimetière ⥋ Amblainville – Place                                                 | Méru – Cimetière ⥋ Amblainville – Place                                                 |
| C     | Ouverture / Fermeture — / — | Longueur —                                                                              | Durée 30 min                                                                            | Nb. d’arrêts 19                                                                         | Matériel Citelis 12 Citaro C2                                                           | Jours de fonctionnement L, Ma, Me, J, V                                                 | Jour / Soir / Nuit / Fêtes O / N / N / N                                                | Voy. / an —                                                                             | Exploitant Transdev Oise Cabaro                                                         |
| C     | Desserte : - Communes : Méru – Amblainville - Principaux lieux desservis : Cimetière de Méru, Bois de Boulaines, Musée de la Nacre, Centre-ville de Méru, Hôtel de ville de Méru, Gare de Méru, Stade de la Mare aux Loups, Zone industrielle Le Bosquet, Centre commercial Les Marquises, Parc d'activités Les Vallées, Mairie d'Amblainville.                                           |                                                                                         |                                                                                         |                                                                                         |                                                                                         |                                                                                         |                                                                                         |                                                                                         |                                                                                         |
| C     | Autre : - Amplitude horaire et fréquence : - du lundi au vendredi : de 6 h 25 à 19 h 5 avec sept allers-retours. - Date de dernière mise à jour : 11 septembre 2023. |                                                                                         |                                                                                         |                                                                                         |                                                                                         |                                                                                         |                                                                                         |                                                                                         |                                                                                         |
| C     | Dernière actualisation : — |                                                                                         |                                                                                         |                                                                                         |                                                                                         |                                                                                         |                                                                                         |                                                                                         |                                                                                         |
| D     | (Circulaire) Méru – Gare Routière ⥋ via Hôpital, Centre Commercial | (Circulaire) Méru – Gare Routière ⥋ via Hôpital, Centre Commercial                      | (Circulaire) Méru – Gare Routière ⥋ via Hôpital, Centre Commercial                      | (Circulaire) Méru – Gare Routière ⥋ via Hôpital, Centre Commercial                      | (Circulaire) Méru – Gare Routière ⥋ via Hôpital, Centre Commercial                      | (Circulaire) Méru – Gare Routière ⥋ via Hôpital, Centre Commercial                      | (Circulaire) Méru – Gare Routière ⥋ via Hôpital, Centre Commercial                      | (Circulaire) Méru – Gare Routière ⥋ via Hôpital, Centre Commercial                      | (Circulaire) Méru – Gare Routière ⥋ via Hôpital, Centre Commercial                      |
| D     | Ouverture / Fermeture 3 janvier 2022 / — | Longueur —                                                                              | Durée 30 min                                                                            | Nb. d’arrêts 20                                                                         | Matériel Citelis 12 Citaro C2                                                           | Jours de fonctionnement L, Ma, Me, J, V                                                 | Jour / Soir / Nuit / Fêtes O / N / N / N                                                | Voy. / an —                                                                             | Exploitant Transdev Oise Cabaro                                                         |
| D     | Desserte : - Commune : Méru - Principaux lieux desservis : Gare de Méru, Centre-ville de Méru, Hôtel de ville de Méru, Collège privé Immaculée Conception, Collège du Thelle, Lycée Lavoisier, Zone industrielle Le Bosquet, Centre commercial Les Marquises. |                                                                                         |                                                                                         |                                                                                         |                                                                                         |                                                                                         |                                                                                         |                                                                                         |                                                                                         |
| D     | Autre : - Amplitude horaire et fréquence : - du lundi au vendredi : de 9 h 15 à 19 h 0 avec un bus toutes les 30 à 45 minutes. - Date de dernière mise à jour : 11 septembre 2023. |                                                                                         |                                                                                         |                                                                                         |                                                                                         |                                                                                         |                                                                                         |                                                                                         |                                                                                         |
| D     | Dernière actualisation : — |                                                                                         |                                                                                         |                                                                                         |                                                                                         |                                                                                         |                                                                                         |                                                                                         |                                                                                         |
| E     | (Circulaire) Méru – Gare Routière ⥋ via Hénonville, Saint-Crépin-Ibouvillers, Lormaison | (Circulaire) Méru – Gare Routière ⥋ via Hénonville, Saint-Crépin-Ibouvillers, Lormaison | (Circulaire) Méru – Gare Routière ⥋ via Hénonville, Saint-Crépin-Ibouvillers, Lormaison | (Circulaire) Méru – Gare Routière ⥋ via Hénonville, Saint-Crépin-Ibouvillers, Lormaison | (Circulaire) Méru – Gare Routière ⥋ via Hénonville, Saint-Crépin-Ibouvillers, Lormaison | (Circulaire) Méru – Gare Routière ⥋ via Hénonville, Saint-Crépin-Ibouvillers, Lormaison | (Circulaire) Méru – Gare Routière ⥋ via Hénonville, Saint-Crépin-Ibouvillers, Lormaison | (Circulaire) Méru – Gare Routière ⥋ via Hénonville, Saint-Crépin-Ibouvillers, Lormaison | (Circulaire) Méru – Gare Routière ⥋ via Hénonville, Saint-Crépin-Ibouvillers, Lormaison |
| E     | Ouverture / Fermeture — / — | Longueur —                                                                              | Durée 50 min                                                                            | Nb. d’arrêts 10                                                                         | Matériel —                                                                              | Jours de fonctionnement L, Ma, Me, J, V                                                 | Jour / Soir / Nuit / Fêtes O / N / N / N                                                | Voy. / an —                                                                             | Exploitant Transdev Oise Cabaro                                                         |
| E     | Desserte : - Communes : Méru – Hénonville – Ivry-le-Temple – Villeneuve-les-Sablons – Saint-Crépin-Ibouvillers – Lormaison - Principaux lieux desservis : Gare de Méru, Mairie d'Hénonville, Mairie d'Ivry-le-Temple, Mairie de Villeneuve-les-Sablons, Usine EJ de Saint-Crépin-Ibouvillers, Mairie de Saint-Crépin-Ibouvillers, Mairie de Lormaison.                                    |                                                                                         |                                                                                         |                                                                                         |                                                                                         |                                                                                         |                                                                                         |                                                                                         |                                                                                         |
| E     | Autre : - Amplitude horaire et fréquence : - du lundi au vendredi : de 6 h 5 à 9 h 0 et de 17 h 35 à 20 h 20 avec un passage toutes les 60 minutes. - Particularités : - Le matin la ligne fonctionne dans le sens Méru - Hénonville - Saint-Crépin-Ibouvillers - Lormaison - Méru. Le soir la ligne fonctionne dans le sens inverse. - Date de dernière mise à jour : 11 septembre 2023. |                                                                                         |                                                                                         |                                                                                         |                                                                                         |                                                                                         |                                                                                         |                                                                                         |                                                                                         |
| E     | Dernière actualisation : — |                                                                                         |                                                                                         |                                                                                         |                                                                                         |                                                                                         |                                                                                         |                                                                                         |                                                                                         |

### Transport à la demande
Le réseau dispose de deux services de transport à la demande.
Le premier service permet aux usagers de se déplacer au sein des communes de Méru et d'Amblainville à partir des arrêts du réseau régulier et d'arrêts destinés au transport à la demande. Il fonctionne du lundi au samedi de 4 h 30 à 21 h 30. En période scolaire, le service ne fonctionne pas aux heures de pointe. Ce service est accessible avec la tarification urbaine.
Le second service permet aux usagers de se déplacer entre leur domicile (dans le périmètre de la communauté de communes des Sablons) et les communes de Méru et d'Amblainville aux arrêts du réseau régulier et d'arrêts destinés au transport à la demande. Il fonctionne du lundi au samedi de 6 h 0 à 20 h 0. Ce service est accessible avec la tarification interurbaine.

## Exploitation
L'exploitation du réseau est confiée à la société Transdev Oise Cabaro, filiale du groupe Transdev. Elle dispose d'un dépôt situé à Amblainville.

### Matériel roulant
Les lignes A à D sont exploités à l'aide de deux Citelis 12 et de deux Citaro C2. La ligne E est exploitée à l'aide d'autocars. Les services de transports à la demande sont assurés à l'aide de minibus.
Des Agora S du constructeur Renault Véhicules industriels ont autrefois circulés sur le réseau.

## Tarification et financement
Le réseau dispose d'une tarification urbaine et d'une tarification interurbaine.
La tarification urbaine est utilisable sur les lignes A à D et sur le service de transport à la demande de Méru et Amblainville. Elle propose un ticket à l'unité à 0,70 €, un carnet de 10 tickets à 5 € et un abonnement mensuel à 10 €.
La tarification interurbaine est utilisable sur la ligne E ainsi que sur le service de transport à la demande à destination de Méru et Amblainville. Elle propose un aller simple à 2 €, un aller-retour à 4 €, un abonnement hebdomadaire à 10 € et un abonnement mensuel à 30 €.
Les carnets de tickets et les abonnements sont chargés sur la carte Pass Pass.